# Рендолф (Вісконсин)
Рендолф (англ. Randolph) — селище (англ. village) в США, в округах Колумбія і Додж штату Вісконсин. Населення — 1796 осіб (2020).

## Географія
Рендолф розташований за координатами 43°32′22″ пн. ш. 89°0′10″ зх. д. / 43.53944° пн. ш. 89.00278° зх. д. (43.539472, -89.002811).  За даними Бюро перепису населення США в 2010 році селище мало площу 3,20 км², з яких 3,20 км² — суходіл та 0,00 км² — водойми.

## Демографія
Згідно з переписом 2010 року, у селищі мешкало 1811 осіб у 674 домогосподарствах у складі 443 родин. Густота населення становила 566 осіб/км².  Було 728 помешкань (228/км²).
Расовий склад населення:
| - 96,7 % — білих - 0,4 % — корінних американців - 0,2 % — чорних або афроамериканців - 0,2 % — азіатів - 1,5 % — осіб інших рас |

До двох чи більше рас належало 1,1 %. Частка іспаномовних становила 4,7 % від усіх жителів.
За віковим діапазоном населення розподілялося таким чином: 27,1 % — особи молодші 18 років, 52,6 % — особи у віці 18—64 років, 20,3 % — особи у віці 65 років та старші. Медіана віку мешканця становила 39,3 року. На 100 осіб жіночої статі у селищі припадало 89,8 чоловіків;  на 100 жінок у віці від 18 років та старших — 83,8 чоловіків також старших 18 років.
Середній дохід на одне домашнє господарство  становив 53 267 доларів США (медіана — 43 750), а середній дохід на одну сім'ю — 63 786 доларів (медіана — 60 750). Медіана доходів становила 43 897 доларів для чоловіків та 30 430 доларів для жінок. За межею бідності перебувало 14,6 % осіб, у тому числі 23,7 % дітей у віці до 18 років та 12,6 % осіб у віці 65 років та старших.
Цивільне працевлаштоване населення становило 772 особи. Основні галузі зайнятості: виробництво — 22,4 %, освіта, охорона здоров'я та соціальна допомога — 21,4 %, роздрібна торгівля — 11,1 %, мистецтво, розваги та відпочинок — 8,4 %.